# Tom McGrath
Thomas "Tom" McGrath (n. 1964) este un comedian, scenarist, și producător american.
1. ↑  CONOR.SI[*] Verificați valoarea |titlelink= (ajutor)
2. ↑  IdRef, accesat în 4 martie 2020